# Bildungsmarketing
Als Bildungsmarketing werden Methoden zur Vermarktung von Angeboten im Bildungswesen bezeichnet. Es hat zur Aufgabe, den Aufbau, die Aufrechterhaltung und die Verstärkung der Beziehungen zum Bildungsnachfrager, anderen Partnern und gesellschaftlichen Anspruchsgruppen zu gestalten. Mit der Sicherung der Unternehmensziele sollen auch die Bedürfnisse der beteiligten Gruppen befriedigt werden. Dabei sind nach Steffen Hillebrecht  verschiedene Aspekte zu beachten:
- Die Zielsetzung der Bildungseinrichtung
- die Marktdaten und dabei erkennbaren Nachfragerbedürfnisse
- die Interessen der Nachfrager (d. h. Schüler, ggf. deren Eltern, bei Berufsschulen und anderen berufsorientierten Ausbildungseinrichtungen auch die der zukünftigen Arbeitgeber)
- die Angebotspolitik (Inhalte und Schwerpunkte der Bildungsangebote, konkrete Ausgestaltung der schulischen Angebote)
- die erwarteten Beiträge (bei direkter Finanzierung Schulgeld bzw. Teilnahmegebühren, ideelle Leistungen; bei indirekter Finanzierung die Interessen von Steuerzahlern bzw. Sponsoren)
- Die Distribution der Bildungsangebote (Angebotsorte, zeitliche Verfügbarkeit)
- die Qualität des eingesetzten Personals
- die Kommunikation des jeweiligen Angebots

Der Kommunikationspolitik gegenüber den jeweiligen Zielgruppen kommt dabei eine hohe Bedeutung zu, wie z. B. Regenthal und Schütt dargelegt wird. Bildung ist zumeist ein Erfahrungs- oder gar Vertrauensgut, bei dem der Nachfrager auf den Nutzwert (im Sinne von Berufs- und Arbeitsmarktchancen, Anwendbarkeit des Bildungsinhaltes generell) des Bildungsangebots vertrauen muss bzw. erst mit einigen Jahren Verzögerung tatsächlich erfahren kann und somit seine Entscheidung von einem hohen Unsicherheitsfaktor geprägt ist.
Umfassendere Ansätze sehen das Bildungsmarketing eingebettet in das Management bzw. eine marktorientierte Führung von Bildungseinrichtungen, z. B. bei Voss und Meyer-Breyländer.
Es gibt sehr unterschiedliche Arten von Bildungsanbietern, die Bildungsmarketingstrategien anwenden. Grundsätzlich gehören dazu Schulen, Universitäten, aber auch außerschulische Institutionen (z. B. Schülerhilfe und Studienkreis/Nachhilfe) sowie Einrichtungen der Erwachsenenbildung (z. B. Volkshochschulen). Erfahrungsgemäß sind dabei private Bildungsanbieter deutlich aktiver als staatliche Anbieter, da sie in der Regel höhere Nutzungsentgelte einfordern und dafür auch stärker unter der Notwendigkeit stehen, den Nutzwert der Nutzungsentgelte schon im Vorfeld der Nachfrageentscheidung zu rechtfertigen.